# Turun Palloseura
Turun Palloseura (förkortat TPS) är den finländska sportklubben TPS Åbos fotbollssektion och spelar i Ettan. Klubben grundades 1922.

## Meriter
- Finska mästerskapet (8): 1928, 1939, 1941, 1949, 1968, 1971, 1972, 1975.[1]
- Silvermedalj (12): 1923, 1925, 1926, 1930, 1938, 1944, 1946, 1948, 1960, 1984, 1986, 1989
- SM-brons (11): 1929, 1931, 1957, 1967, 1977, 1987, 1996, 2007, 2009, 2010, 2012
- Finlands Cup Vinnare (3): 1991, 1994, 2010.[2]
- Finlands Cup Silver (5): 1965, 1979, 1996, 1997, 2005
- Ligacupen Vinnare (1): 2012.[3]
- Ligacupen Silver (1): 2008

## Placering tidigare säsonger
| Säsong | Nivå | Liga          | Placering | Referens | Notering                      |
| ------ | ---- | ------------- | --------- | -------- | ----------------------------- |
| 2010   | 1    | Veikkausliiga | 3         | [ 4 ]    |                               |
| 2011   | 1    | Veikkausliiga | 5         | [ 5 ]    |                               |
| 2012   | 1    | Veikkausliiga | 3         | [ 6 ]    |                               |
| 2013   | 1    | Veikkausliiga | 8         | [ 7 ]    |                               |
| 2014   | 1    | Veikkausliiga | 12        | [ 8 ]    | Nedflyttad till Ykkönen       |
| 2015   | 2    | Ykkönen       | 3         | [ 9 ]    |                               |
| 2016   | 2    | Ykkönen       | 2         | [ 10 ]   |                               |
| 2017   | 2    | Ykkönen       | 1         | [ 11 ]   | Uppflyttad till Veikkausliiga |
| 2018   | 1    | Veikkausliiga | 11        | [ 12 ]   | Nedflyttad till Ykkönen       |
| 2019   | 2    | Ykkönen       | 2         | [ 13 ]   | Uppflyttad till Veikkausliiga |
| 2020   | 1    | Veikkausliiga | 11        | [ 14 ]   | Nedflyttad till Ykkönen       |
| 2021   | 2    | Ykkönen       | 3         | [ 15 ]   |                               |
| 2022   | 2    | Ykkönen       | 2         | [ 16 ]   |                               |
| 2023   | 2    | Ykkönen       | 5         | [ 17 ]   |                               |